# Càn-đà-la

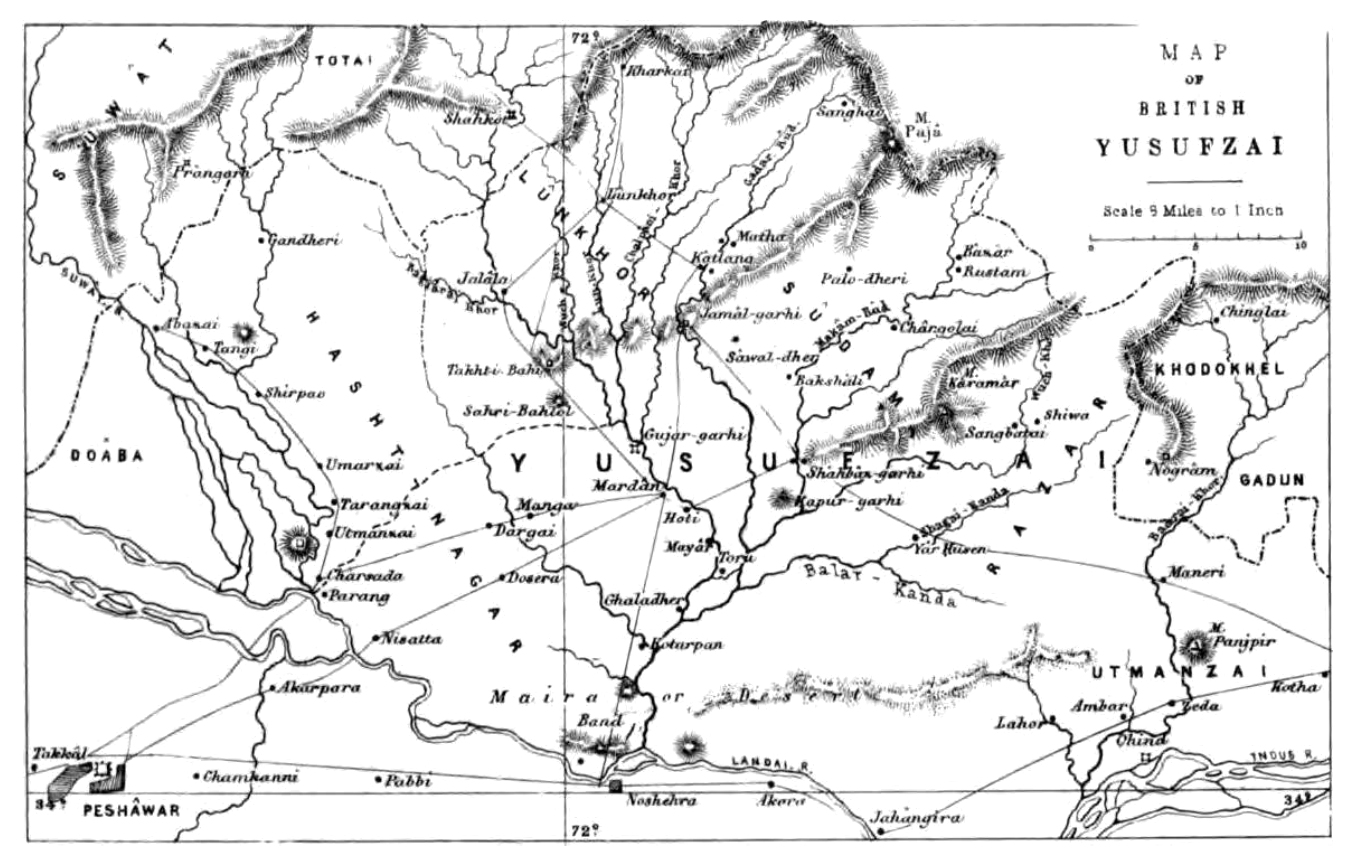
Bản đồ thế kỷ 19 của miền bắc Càn-đà-la.

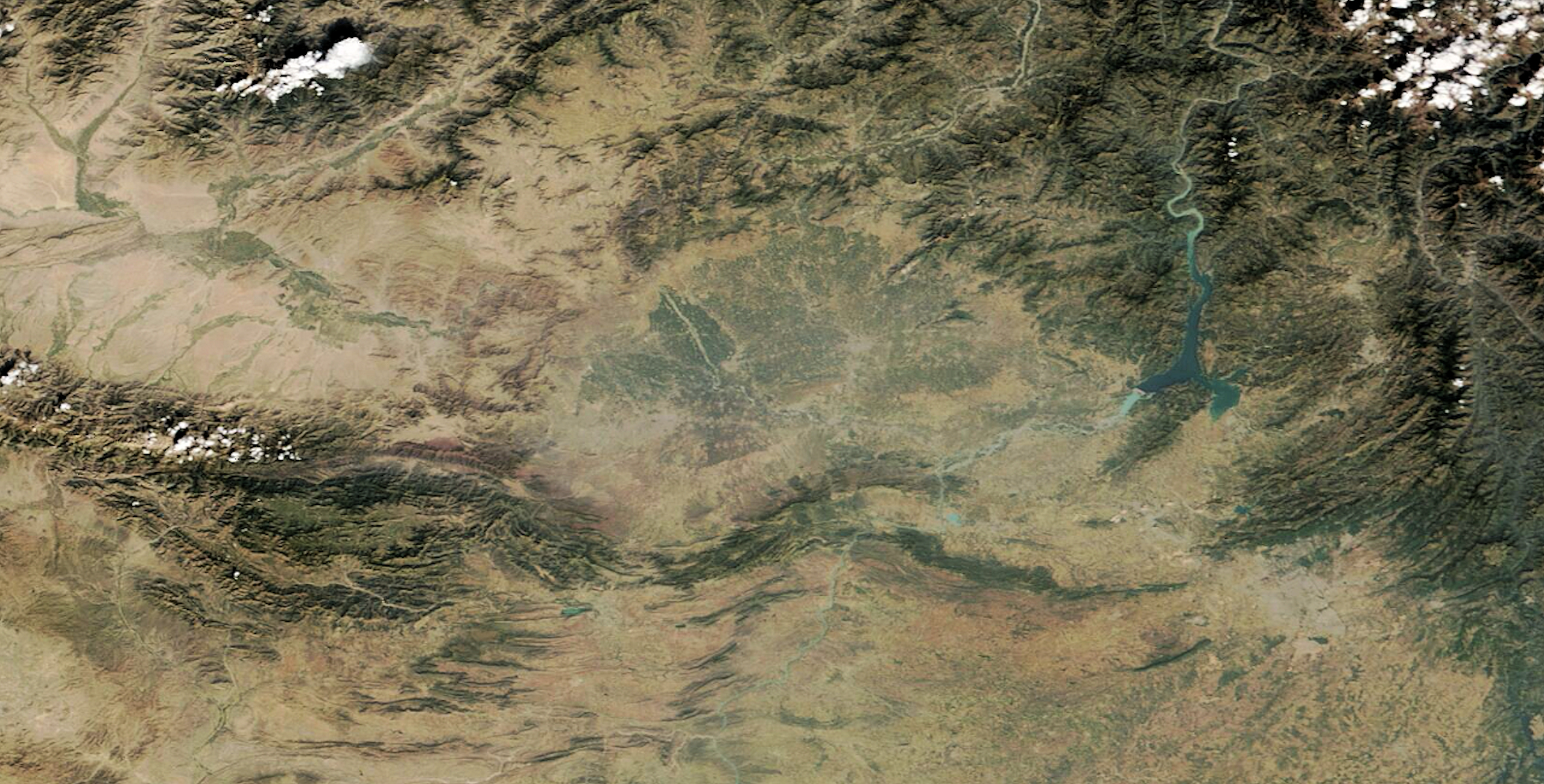
Chế độ xem vệ tinh hiện đại của Càn-đà-la (tháng 10 năm 2020).

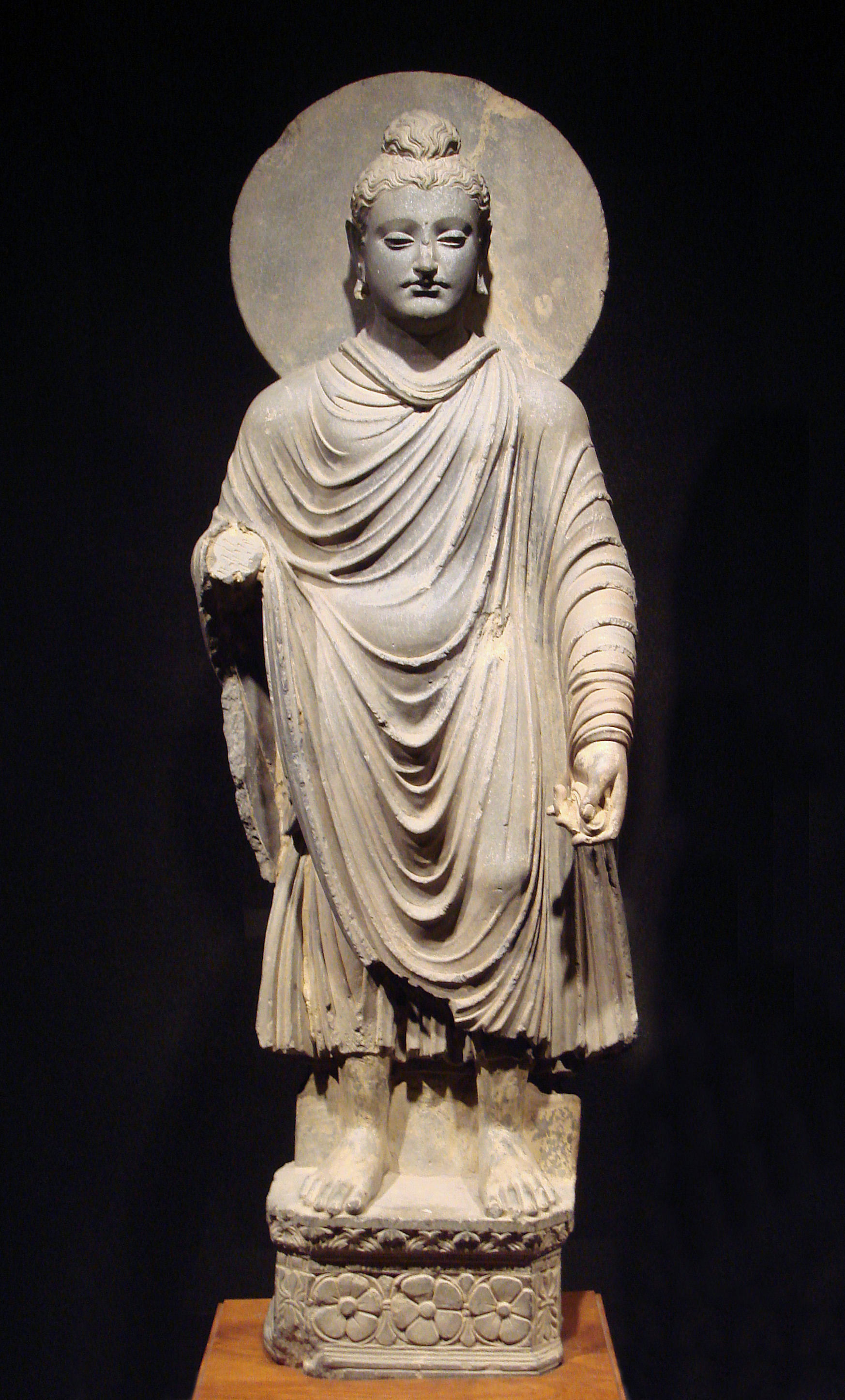
Tượng Phật được trình bày theo nghệ thuật Càn-đà-la (gandhāra)

Càn-đà-la (tiếng Trung: 乾陀羅, sa. gandhāra) là tên dịch theo âm Hán-Việt của một vùng miền Tây bắc Ấn Độ, ngày nay thuộc về Afghanistan và một phần của Pakistan. Càn-đà-la là một trong 16 Mahajanapada của Ấn Độ cổ đại. Khu vực này tập trung xung quanh Thung lũng Peshawar và thung lũng sông Swat, mặc dù ảnh hưởng văn hóa của "Đại Gandhara" đã kéo dài qua sông Ấn đến vùng Taxila ở Cao nguyên Potohar và về phía tây vào Thung lũng Kabul ở Afghanistan, và lên phía bắc tới dãy Karakoram.
Nổi tiếng với phong cách nghệ thuật Gandharan độc đáo chịu ảnh hưởng nặng nề của phong cách Hy Lạp và Hellenistic cổ điển, văn hóa Càn-đà-la đạt đỉnh cao từ thế kỷ 1 đến thế kỷ 5 CN dưới thời Đế chế Kushan, với thủ đô theo mùa tại Bagram (Kapisi) và Peshawar (Puruṣapura). Càn-đà-la "phát triển mạnh mẽ tại ngã tư của Ấn Độ, Trung Á và Trung Đông," kết nối các tuyến đường thương mại và tiếp thu ảnh hưởng văn hóa từ các nền văn minh đa dạng; Phật giáo phát triển mạnh cho đến thế kỷ 8 hoặc 9, khi Hồi giáo lần đầu tiên bắt đầu lan rộng trong khu vực. Đây cũng là trung tâm của Vệ Đà và các hình thức sau này của Ấn Độ giáo.
Sự tồn tại của Càn-đà-la đã được chứng thực kể từ thời Rigveda (k. 1500 - k. 1200 TCN), cũng như Zoroastrian Avesta, đề cập đến nó là Vaēkərəta, nơi đẹp thứ sáu trên trái đất do Ahura Mazda tạo ra. Càn-đà-la đã bị Đế chế Achaemenid của Ba Tư chinh phục vào thế kỷ thứ 6 trước Công nguyên, Alexander Đại đế vào năm 327 trước Công nguyên, và sau đó trở thành một phần của Đế chế Maurya trước khi trở thành một trung tâm của Vương quốc Ấn-Hy Lạp. Khu vực này là một trung tâm chính của Phật giáo Greco-gien dưới thời Ấn-Hy Lạp và Phật giáo Gandharan dưới các triều đại sau này. Càn-đà-la cũng là một địa điểm trung tâm cho việc truyền bá Phật giáo đến Trung Á và Đông Á.
Khu vực suy tàn dần sau cuộc xâm lược bạo lực của Alchon Huns vào thế kỷ thứ 6, và cái tên Càn-đà-la biến mất sau cuộc chinh phục của Mahmud Ghaznavi vào năm 1001 sau Công nguyên.

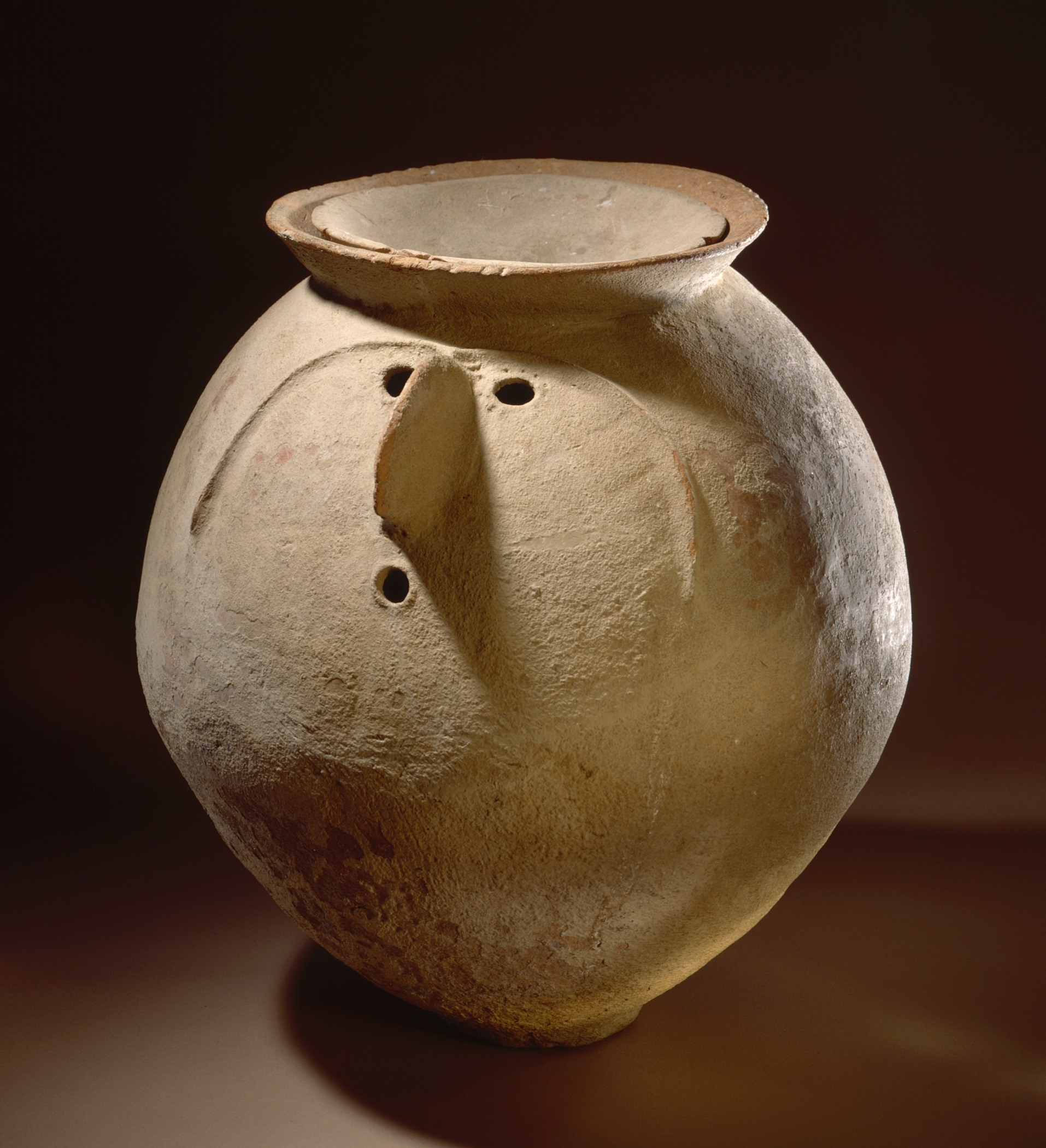
Bình hỏa táng, văn hóa mộ Càn-đà-la, Thung lũng Swat, k. Năm 1200 trước Công nguyên.